# 이환봉
이환봉 (李還鳳, 1950년~)은 대한민국의 신학자이며 고신대학교에서 조직신학 교수를 역임하였다. 개혁주의 학술원을 창립하였으며 개혁주의 사상과 성경의 권위에 대한 전문가로 평가받는다.

## 학력
- 거창고등학교
- 고신대학교 신학과(신학 전공, Th. B.)
- 고신대학교 신학대학원(목회학 전공, M. Div.)
- 고신대학교 대학원 신학과(교의학 전공, Th. M.)
- (남아공) North West University-Potchefstroom(교의학 전공, Th. D.)
- (미국) Calvin College & Calvin Seminary(객원교수)
- (미국) Calvin College, Henry Meeter Center for Calvin's Studies(Faculty Research Fellow)
- (네덜란드) Free University-Amsterdam(객원교수)

## 경력
- 1980년 고신대학교 강사
- 1982. 3. 1. 이후: 전임강사, 조교수, 부교수, 교수 재임
- 신학과 학과장,
- 교회문제연구소 연구간사,
- 기독교대학발전추진위원회 위원장,
- 기독교사상연구소 소장,
- 교무처장,
- 대학원 교학처장,
- 총장직무 대행,
- 기획실장,
- 대학원 신학과 학과장,
- 선교대학원 원장,
- 신학대학 학장,
- 선교목회대학원 원장,
- 개혁주의학술원 초대원장 역임
- 신학과 명예교수(현)
- 중국 다니엘 개혁신학교 상임원장(현)

### 사회활동
- 대한민국 민주평화통일자문회의 위원(1991-1995)
- 부경지역 대학교 교무처장협의회 회장(1992-1993)
- 고신대학교 총동문회 초대회장, 2대 회장(1996-2001)
- 고신 동문 장학회 이사(1999-2013)
- 사단법인 부산 청소년 문화 센터(YAM) 이사(2010-2020)
- 한국개혁주의연대(RAK) 창립준비위원장, 총무(2013-)
- 고신동문장학회 이사장(2013-2022)

## 연구목록

### 저서
- 『현대복음주의 성경관 논쟁』, 겨릿소(학위논문시리즈), 1989.
- 『무엇을 믿고 어떻게 살 것인가?』: 현대인을 위한 개혁신앙과 윤리, 글마당, 1999.
- 『개혁주의 성경관』, 고신대학교 출판부, 2005.
- 『성경에 이르는 길』:『개혁주의 성경관』증보판, 고신대학교 출판부, 2012.
- 『칼빈과 교회』: 개혁주의 신학과 신앙 총서 ① (공저), 개혁주의학술원, 2007.
- 『칼빈과 사회』: 개혁주의 신학과 신앙 총서 ③ (공저), 개혁주의학술원, 2009.
- 『교의학이란 무엇인가?: 개혁교의학 서론』, 고신대학교 신학과, 2015.
- 『오직 성경만으로』, 종교개혁 500주년 기념사업회, 2015.
- 『칼빈과 개혁주의 사상』, 고신대학교 출판부, 2023.

## 학위논문
- 『현대복음주의 성경관 논쟁: 성경의 권위와 무오를 중심하여』, 신학석사 학위논문 (조직신학), 고신대학교 대학원, 1980.
- 『Historical Criticism of the Bible: A Critical Examination of Its Validity as a Recognized Principle for Biblical Hermeneutics』, Th.D. Thesis (Dogmatics), North West University (Potchefstroom), 1992.

## 연구논문
- “교회연합을 위한 W.C.C.의 성경사용”, 『교회문제연구』 1 (1980): 73-97.
- “현대복음주의 성경관 논쟁 I”, 『교회문제연구』 2 (1981): 172-249.
- “현대복음주의 성경관 논쟁 II”,『교회문제연구』 3 (1982): 89-164.
- “E. J. Carnell의 변증학에 대한 평가,”『교수 논문집』10 (1982): 171-184.
- “G. E. Berkouwer의 성경관 비판,” 『교수논문집』11 (1983): 179-198.
- “W. Pannenberg의 역사로서의 계시에 대한 논구”,『미스바』10 (1984): 90-113.
- “오순절 운동에 대한 비판”, 『마르투스』2 (1984): 29-44.
- “기독교 세례의 기원”, 『교수 논문집』13 (1985): 223-246.
- “웨스트민스터 신앙고백서의 성경관”, 『교회문제연구』4 (1985): 165-183.
- “The rise and nature of historical criticism",『교수 논문집』17 (1989): 199-223.
- “B. B. Warfield와 성경 비평주의”. 『개혁신앙』7 (1990): 10-23.
- “성경 권위에 대한 개혁주의 견해”, 『우성 기념논문집』(1994): 187-226.
- “성경 권위의 해석학적 붕괴”, 『교수 논문집』 21 (1994): 5-24.
- “부와 재산에 대한 Calvin의 견해”, 『교수 논문집』 22 (1995)19-30.
- “하나님 나라의 관점에서 본 교회의 사명”,『기독교대학과 학문에 대한 성경적 조망 (1996): 349-366.
- “개혁주의와 고신신학: 개혁주의 세계건설을 위한 고신신학의 과제”, 『미스바』제22집, (1996): 74-83.
- “현대 환경문제에 대한 교의학적 반성”,『교수 논문집』 24 (1997): 17-31.
- “칼빈의 회심과 그 역사적 의미: subita conversio”,『한명동 박사 기념논문집』 (2000): 37-57.
- “한상동 목사와 신학교육”, 『제4회 한상동 기념강좌』 (2000): 17-36.
- “칼빈의 교육적 유산 : 제네바 아카데미의 교육 원리와 실제”,『고신신학』2 (2000): 192-224.
- “성찬에서의 그리스도의 인재에 대한 칼빈의 이해”, 『고신신학』5 (2003): 131-170.
- “칼빈의 신의식 (Sensus Divinitatis)과 자연신학의 가능성”, 『고신신학』6 (2004): 11-53.
- “Calvin's Sudden Conversion (subita coversio) and Its Historical Meaning," 『Acta Theologica Supplementum』(University of The Free State), 5 (2004): 103-116.
- “성경번역역사와 번역이론에 대한 비판적 고찰”, 『하나님의 나라와 신학』(2006): 345-378.
- “이근삼 박사와 개혁주의 교회관”, 『이근삼의 생애와 개혁주의 사상』(2008): 79-90.
- “개혁신학의 특성과 한국교회”, 『고신신학』11 (2009): 157-195.
- “칼빈의 성경권위에 대한 신학적 근거”, 『칼빈의 성경해석과 신학』, (2011): 34-49.
- “교의학과 설교의 관계”, 『고신신학』14 (2012): 327-355.
- “설교자의 설교철학과 설교”, 『고신신학』15 (2013): 101-132.
- “한국장로교회의 성찬 이해와 실천에 대한 설문조사 연구”, 『한국장로교회의 성찬의 회복』, 한국개혁주의연대(RAK) 제1회 학술대회 (2014): 42-52.

## 같이 보기
- 한국의 신학자 목록